# Hidrelétrica das Três Gargantas
A Barragem das Três Gargantas é uma barragem hidrelétrica de gravidade que atravessa o rio Yangtze pela cidade de Sandouping, na prefeitura de Yichang, província de Hubei, China. Três Gargantas é a maior usina do mundo em termos de capacidade instalada (22.500 MW) desde 2012. Em 2014, a barragem gerou 98,8 terawatt-hora (TWh) e alcançou o recorde mundial, mas foi superada pela Hidrelétrica de Itaipu, na fronteira Brasil–Paraguai, que estabeleceu o novo recorde mundial em 2016, produzindo 103,1 TWh.
Exceto pelas eclusas, o projeto da barragem foi concluído e ficou totalmente funcional a partir de 4 de julho de 2012, quando a última das principais turbinas de água da usina subterrânea iniciou a produção. As eclusas foram concluídas em dezembro de 2015. Cada turbina tem uma capacidade de 700 MW.
Além de produzir eletricidade, a barragem visa aumentar a capacidade de transporte do rio Yangtze e reduzir o potencial de inundações. A China considera o projeto monumental como bem-sucedido social e economicamente, com o design de grandes turbinas de última geração e um movimento para limitar as emissões de gases de efeito estufa. No entanto, a barragem inundou sítios arqueológicos e culturais, deslocou cerca de 1,3 milhão de pessoas e causou mudanças ecológicas significativas, incluindo um aumento do risco de deslizamentos de terra. A barragem tem sido controversa tanto no mercado interno quanto no exterior.
Para se ter uma ideia da capacidade de armazenamento desta barragem, se estivesse cheio o seu lago artificial, com capacidade para cerca de 10 trilhões de galões (40 quilómetros cúbicos) de água, a duração de um dia na Terra seria prolongada em 0,06 microssegundos por conta do imenso deslocamento de massa causado.

## História

### Primeiros projetos

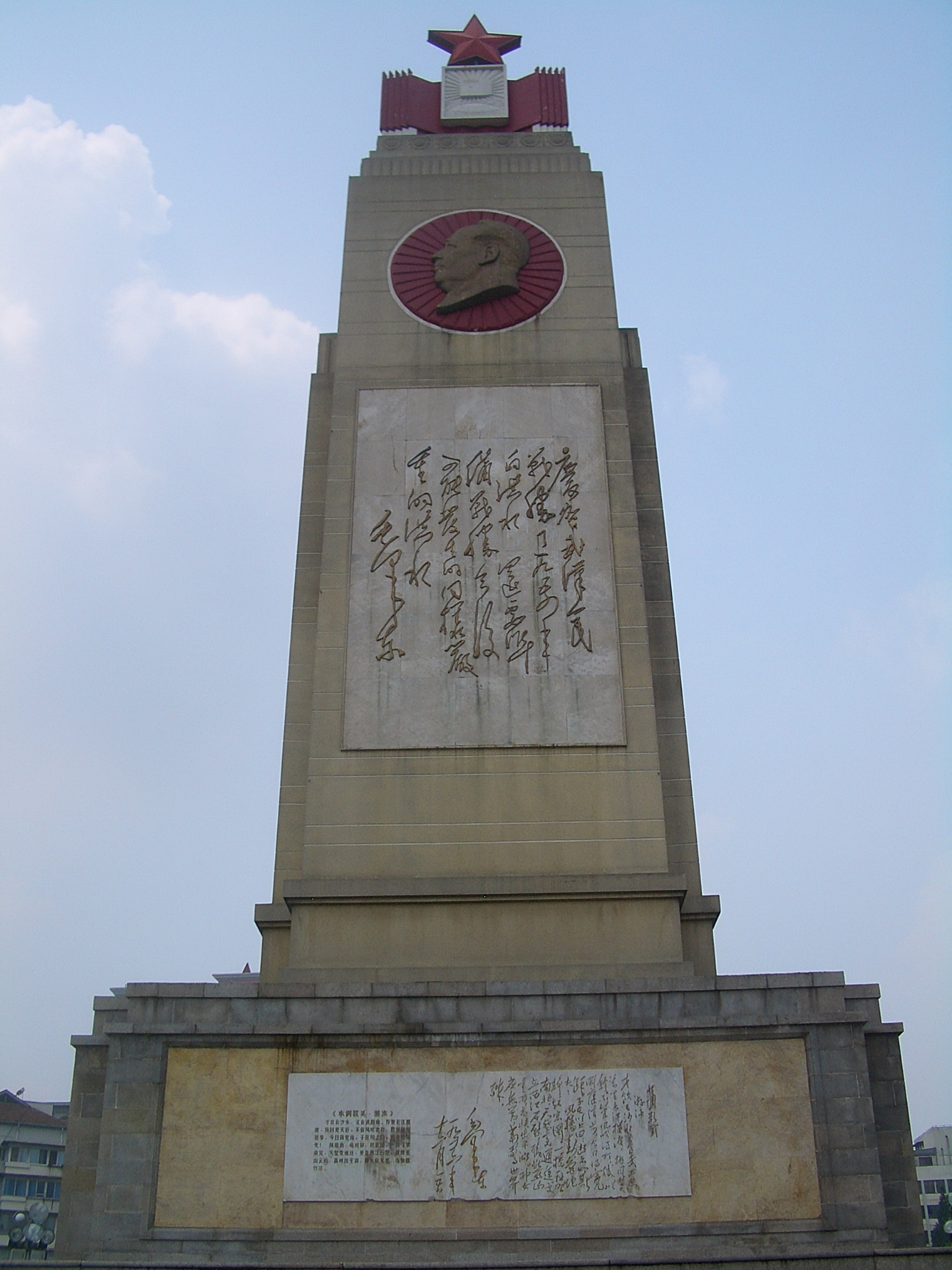
No poema "Tontura" (1956), gravado em 1954, no memorial em Wuhan, Mao Zedong prevê "paredes de pedra" a ser erguidas a montante.

A grande barragem sobre o rio Yangtzé foi originalmente concebida por Sun Yat-sen em O Desenvolvimento Internacional da China, em 1919. Ele afirmou que uma represa capaz de gerar 30 milhões de cavalos-vapor (22 GW) era possível a jusante das Três Gargantas (região ao longo do rio Yangtzé).
Em 1932, o governo nacionalista, liderado por Chiang Kai-shek, começou o trabalho preliminar em relação aos planos nas Três Gargantas. Em 1939, as forças militares japonesas ocuparam Yichang e fizeram um levantamento da área. Um projeto, o plano de Otani, foi concluído para uma represa na expectativa de uma vitória japonesa sobre a China.
Em 1944, o engenheiro-chefe do Bureau of Reclamation dos Estados Unidos, John L. Savage, examinou a área e elaborou uma proposta de represa para o "Projeto do Rio Yangtzé". Cerca de 54 engenheiros chineses foram para os EUA para treinamento. Os planos originais citados para a barragem consistiam em empregar um método único para movimentar os navios; os navios se moveriam em bloqueios localizados nas extremidades superiores e inferiores da barragem e, em seguida, guindastes com cabos moveriam os navios de um bloqueio para o próximo. No caso das embarcações de menor porte, grupos de embarcações seriam levantados em conjunto para obter eficiência. Não se sabe se esta solução foi considerada pelo seu rendimento em termos de economia de água ou porque os engenheiros pensaram que a diferença de altura entre os trechos do rio acima e abaixo da barragem fosse demasiado grande para métodos alternativos. Alguma exploração, pesquisa, estudo econômico, e trabalho de design foram feitos, mas o governo, em meio à Guerra Civil Chinesa, interrompeu os trabalhos em 1947.

### Construção

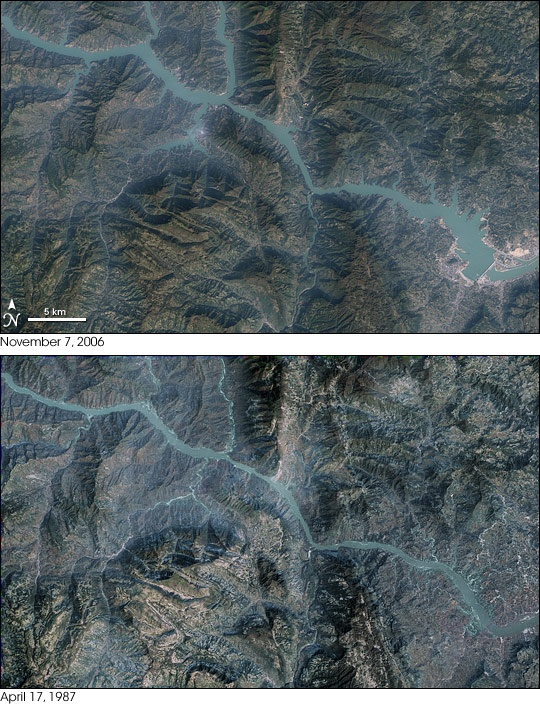
Imagem de satélite de antes e depois da construção da barragem.

A construção da Usina de Três Gargantas foi iniciada em 3 de dezembro de 1992, e esteve envolta em polêmica pelo seu imenso impacto ambiental. Até fins de 2004, quatro turbinas entraram em funcionamento. Em 2009, com 26 turbinas instaladas, a capacidade concebida da barragem deverá ser de 18 200 megawatts, ultrapassando a potência de Itaipu, até então a maior usina hidrelétrica em potência instalada no mundo. Entretanto, o Rio Paraná, onde Itaipu está instalada, em função de sua hidrologia favorável face à do Rio Yang-Tsé, onde se localiza a usina de Três Gargantas, garantirá que Itaipu seja a maior usina hidrelétrica do mundo em energia gerada.
O vertedouro está projetado para ter uma vazão de 110 000 m³/s e vai ser, junto com o da Usina Hidrelétrica de Tucuruí, no Rio Tocantins, o maior do mundo em vazão. Diversas empresas brasileiras de consultoria participaram no projeto, tendo em vista a vasta experiência do Brasil com as grandes usinas de Itaipu e Tucuruí, dentre outras. Empresas brasileiras também participam das obras civis.
O construtor Wu Chuanlin, com cerca de 50 anos, começou a lidar com a obra em 1996. "Participei da construção de várias obras, e a usina das Três Gargantas é a maior que vi até agora. Tenho honra e orgulho por ter participado desta gigante obra que marca a história chinesa." Segundo o cronograma de construção, em novembro de 2006, foi efetuada a segunda represa provisória, e em 2005, o reservatório começou a encher. A eclusa entrou em funcionamento e o primeiro grupo de geradores começou a funcionar, entrando parcialmente em funcionamento. Ao ser concluída, a obra das Três Gargantas passou a ter como função a prevenção de enchentes, a geração de energia e facilitar o transporte fluvial, e por isso, ela desempenha um papel importante no futuro desenvolvimento sócio-econômico da China.

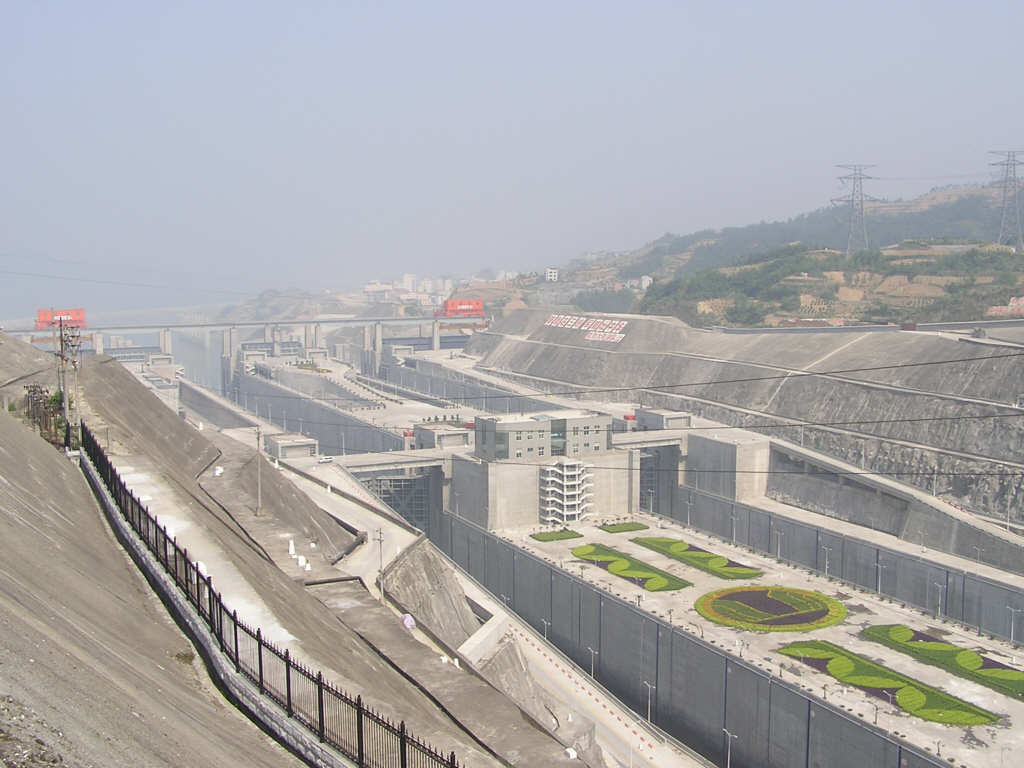
Eclusas da barragem.

Desde o início da construção, o governo chinês e os engenheiros priorizaram a qualidade da obra. Comentando isso, um dos diretores do Projeto das Três Gargantas, Cao Guangjing, disse que a obra é umas das mais difíceis do mundo e na história. Durante o processo de construção, ocorreram alguns problemas, porém já foram resolvidos, e não vão deixar riscos potenciais na obra. "Temos um complexo controle de qualidade. Primeiro, as construtoras realizam uma auto-avaliação, segundo, há empresas que fazem a supervisão, terceiro, a nossa corporação, também vai verificar os resultados dos exames, e quarto, funcionam três centros técnicos e uma comissão de controle de qualidade para realizar o macro-controle em toda a obra. Além disso, a construção está submetida à supervisão de um grupo especial do Conselho de Estado, que inspeciona o projeto duas vezes por ano."
Entre todas as medidas, a mais importante é a instituição supervisora independente. Xu Chunyun, engenheiro que trabalha na entidade de supervisão disse: "Colocamos até 293 supervisores no canteiro da obra, que trabalham 24 horas por dia, assegurando que há sempre um supervisor acompanhando o processo de construção." Além disso, há quatro auditoras chinesas de prestígio trabalhando no setor, e outras empresas estrangeiras, entre elas a Electricité de France, o Bureau Veritas e a Empresa Spie, também da França e a empresa americana Harza.

### Imagens
- „Jangtsekiang – ein Fluss zwischen Gestern und Morgen.“ Reportagem sobre a Hidroelétrica Três Gargantas de Anke Neugebauer – Teil I, Telepolis, 18. März 2006 (alemão) e Parte II
- Imagens de satélite e animações da fase de construção, NASA (inglês)